# Гайдабург (Аляска)
Гайдабург (англ. Hydaburg) — місто (англ. city) в США, в окрузі Принс-оф-Вейлс-Гайдер штату Аляска. Населення — 380 осіб (2020).

## Географія
Гайдабург розташований за координатами 55°12′15″ пн. ш. 132°49′6″ зх. д. / 55.20417° пн. ш. 132.81833° зх. д. (55.204120, -132.818341).  За даними Бюро перепису населення США в 2010 році місто мало площу 1,51 км², з яких 1,51 км² — суходіл та 0,01 км² — водойми. В 2017 році площа становила 0,76 км², з яких 0,74 км² — суходіл та 0,02 км² — водойми.
| Клімат Гайдабурга             | Клімат Гайдабурга | Клімат Гайдабурга | Клімат Гайдабурга | Клімат Гайдабурга | Клімат Гайдабурга | Клімат Гайдабурга | Клімат Гайдабурга | Клімат Гайдабурга | Клімат Гайдабурга | Клімат Гайдабурга | Клімат Гайдабурга | Клімат Гайдабурга | Клімат Гайдабурга |
| Показник                      | Січ.              | Лют.              | Бер.              | Квіт.             | Трав.             | Черв.             | Лип.              | Серп.             | Вер.              | Жовт.             | Лист.             | Груд.             | Рік               |
| Середній максимум, °C         | 3                 | 3                 | 5                 | 7                 | 11                | 13                | 15                | 15                | 13                | 9                 | 5                 | 3                 | 8,5               |
| Середня температура, °C       | 1,5               | 1,5               | 3                 | 5                 | 8,5               | 10,5              | 12,5              | 13                | 11                | 7,5               | 4                 | 1,5               | 6,6               |
| Середній мінімум, °C          | 0                 | 0                 | 1                 | 3                 | 6                 | 8                 | 10                | 11                | 9                 | 6                 | 3                 | 0                 | 4,8               |
| Норма опадів, мм              | 435.1             | 303.3             | 299.4             | 261.4             | 170.1             | 201.3             | 225.1             | 313               | 395.4             | 417.3             | 467.4             | 375.3             | 3864.1            |
| Днів з дощем                  | 13                | 10                | 11                | 15                | 11                | 12                | 12                | 13                | 13                | 16                | 17                | 12                | 155               |
| Вологість повітря, %          | 88                | 83                | 83                | 83                | 84                | 86                | 88                | 89                | 87                | 85                | 86                | 86                | 85                |
| ----------------------------- | ----------------- | ----------------- | ----------------- | ----------------- | ----------------- | ----------------- | ----------------- | ----------------- | ----------------- | ----------------- | ----------------- | ----------------- | ----------------- |
| Джерело: World Weather Online |                   |                   |                   |                   |                   |                   |                   |                   |                   |                   |                   |                   |                   |

## Демографія
Згідно з переписом 2010 року, у місті мешкало 376 осіб у 128 домогосподарствах у складі 89 родин. Густота населення становила 249 осіб/км².  Було 139 помешкань (92/км²).
Расовий склад населення:
| - 77,1 % — корінних американців - 11,4 % — білих - 0,5 % — чорних або афроамериканців - 0,3 % — вихідців з тихоокеанських островів - 1,1 % — осіб інших рас |

До двох чи більше рас належало 9,6 %. Частка іспаномовних становила 3,2 % від усіх жителів.
За віковим діапазоном населення розподілялося таким чином: 29,5 % — особи молодші 18 років, 59,6 % — особи у віці 18—64 років, 10,9 % — особи у віці 65 років та старші. Медіана віку мешканця становила 32,0 року. На 100 осіб жіночої статі у місті припадало 129,3 чоловіків;  на 100 жінок у віці від 18 років та старших — 120,8 чоловіків також старших 18 років.
Середній дохід на одне домашнє господарство  становив 48 712 долари США (медіана — 31 250), а середній дохід на одну сім'ю — 60 151 долар (медіана — 36 964). Медіана доходів становила 49 375 доларів для чоловіків та 36 563 долари для жінок. За межею бідності перебувало 17,3 % осіб, у тому числі 30,3 % дітей у віці до 18 років та 4,3 % осіб у віці 65 років та старших.
Цивільне працевлаштоване населення становило 95 осіб. Основні галузі зайнятості: освіта, охорона здоров'я та соціальна допомога — 30,5 %, публічна адміністрація — 17,9 %, будівництво — 10,5 %, науковці, спеціалісти, менеджери — 9,5 %.